# Premio Spiwak Ciudad de Cali
El Premio Spiwak Ciudad de Cali a la Novela del Pacífico Americano en Español es un galardón literario otorgado anualmente a una novela en español realizada por escritores nacidos o residentes en los países del Pacífico americano. El premio es entregado desde 2016 por la Fundación Premio Spiwak Ciudad de Cali para las Artes del Pacífico Americano, otorgando un premio de 50 000 dólares y la publicación de la obra por la editorial Siglo XXI Editores.

## Participación
Puede participar novelas inéditas en español de cualquier escritor nacido o que haya residido durante los últimos 5 años anteriores a la entrega del premio en alguno de los países de la cuenca del Pacífico americano. La lista de países es la siguiente:
- Canadá
- Estados Unidos
- México
- Guatemala
- El Salvador
- Honduras
- Nicaragua
- Costa Rica
- Panamá
- Colombia
- Perú
- Ecuador
- Chile

## Primera edición
Para la primera edición de los premios se aceptaron manuscritos hasta el 30 de abril de 2016 y se recibieron un total de 260 novelas inéditas provenientes de los países del Pacífico americano y de autores de Francia e Inglaterra residentes en alguno de estos países. El premio fue anunciado el 9 de agosto por el jefe del jurado, el argentino Noé Jitrik, dando como ganador al colombiano Miguel Botero García con su obra ambientada en Medellín y Cali en los años 1990, Sueño blanco. Además de Noe Jitrick, el jurado internacional estuvo compuesto por Rosa Beltrán, Sergio Ramírez, Leonardo Padura y Darío Jaramillo Agudelo.
La entrega del premio se dará durante octubre en la inauguración de la Feria Internacional del Libro de Cali en el Bulevar del Río, evento durante el cual también se realizará el lanzamiento de la novela.

## Obras galardonadas
| Edición | Año  | Título       | Autor                | País     | Imagen |
| ------- | ---- | ------------ | -------------------- | -------- | ------ |
| I       | 2016 | Sueño blanco | Miguel Botero García | Colombia |        |